# Costa Valle Imagna
Costa Valle Imagna [ˈkɔsta ˈvalːe iˈmaɲ(ː)a] (o più semplicemente Costa Imagna; Còsta [ˈkɔsta] in dialetto bergamasco) è un comune italiano di 562 abitanti della provincia di Bergamo in Lombardia.

## Origine del nome
Il toponimo della località fa riferimento alla sua posizione sul territorio posto sul versante del monte Albenza e del monte Tesoro. Il primo abitante che testimonia la sua presenza sul territorio è citato in un documento del 1250 ed è un certo: “ventura qui dicitur agnellus de la costa”. Questi faceva parte dei testimoni di un bando del giudice di giustizia di Bergamo che ordinava agli abitanti la valle Imagna di non sequestrare beni ad alcuni abitanti la località. Personaggio ritrovato nel 1254 con il nome di “ventura f.q. ser iohannis agnelli de la costa burgi sancti andree” che pur eessendo originario di Costa abitava a Bergamo.

## Storia
Il villaggio sembra sia stato abitato per tutto l'anno soltanto a partire dal 1300. In precedenza era, probabilmente, solo un alpeggio per il bestiame occupato durante i mesi estivi. In effetti il clima invernale di Costa è rigido visto che il paese è orientato verso il lato nord-orientale della Valle, tanto che Costa è detta la nevera della Valle Imagna.
Per ragioni di comunicazione il paese è stato a lungo più legato con la valle San Martino, Almenno San Salvatore e la piana che con il resto della Valle Imagna.
Con l'annessione nel 1428 della Bergamasca alla Repubblica di Venezia, il Paese venne a trovarsi ai confini fra la Serenissima e il Ducato di Milano. A comprova di ciò il forestiero è detto nel dialetto di Costa bir (sbirro), con probabile riferimento ai doganieri inviati da Venezia per pattugliare il confine.
Dell'epoca della controriforma è stato ritrovato un rapporto vescovile, il quale deplorava il cattivo stato in cui si trovava la chiesa parrocchiale a causa della povertà del villaggio. Costa fu oltretutto colpita dalla peste del 1639 di manzoniana memoria, come comprovato dal ritrovamento di una sepoltura comune.
Sino al 1864 il comune mantenne la denominazione di Costa e successivamente a tale data assunse la denominazione di Costa Valle Imagna..

### Simboli
Lo stemma e il gonfalone sono stati concessi con decreto del presidente della Repubblica dell'8 ottobre 1976.
Il gonfalone è un drappo partito di giallo e di azzurro.

## Monumenti e luoghi d'interesse
Fin dall'inizio del XX secolo Costa Valle Imagna è nota anche quale stazione di villeggiatura. Il paese sorge sull'alto versante destro della Valle Imagna, da Costa è pertanto possibile godere un ampio panorama, in particolare, volgendo lo sguardo a nord l'occhio cade sull'imponente monte Resegone. Raggiungendo la frazione di Forcella e il Passo del Pertüs (m 1186) lo sguardo si estende sull'intera Brianza e, nelle giornate favorevoli, fino a Milano.
Vi è ancora infatti chi ricorda che, durante la II guerra mondiale, dal Pertüs erano visibili, di notte, gli incendi causati dai bombardamenti alleati sulla capitale lombarda.
Vi è la chiesa parrocchiale seicentesca dedicata alla visitazione di Maria.

## Cultura

### Eventi
La festa del paese è il giorno 2 luglio - visitazione di Maria - oltre a questa ricorrenza il paese è "famoso" anche per la festa di San Rocco ("San Ròch"), festeggiato il 16 agosto con la processione, fuochi d'artificio e balli nella piazza del Comune.

## Società

### Evoluzione demografica
Abitanti censiti

## Amministrazione
| Periodo         | Periodo         | Primo cittadino           | Partito                     | Carica                  | Note |
| --------------- | --------------- | ------------------------- | --------------------------- | ----------------------- | ---- |
| 14 giugno 2004  | 7 giugno 2009   | Angelo Maconi             | lista civica                | Sindaco                 |      |
| 8 giugno 2009   | 24 maggio 2014  | Valentina Maconi          | lista civica "Vivi Costa"   | Sindaco                 |      |
| 25 maggio 2014  | 19 ottobre 2015 | Carlo Francesco Capoferri | lista civica "Costa comune" | Sindaco                 |      |
| 20 ottobre 2015 | 4 giugno 2016   | Rita Di Donna             |                             | Commissario Prefettizio |      |

## Galleria d'immagini

La chiesa parrocchiale
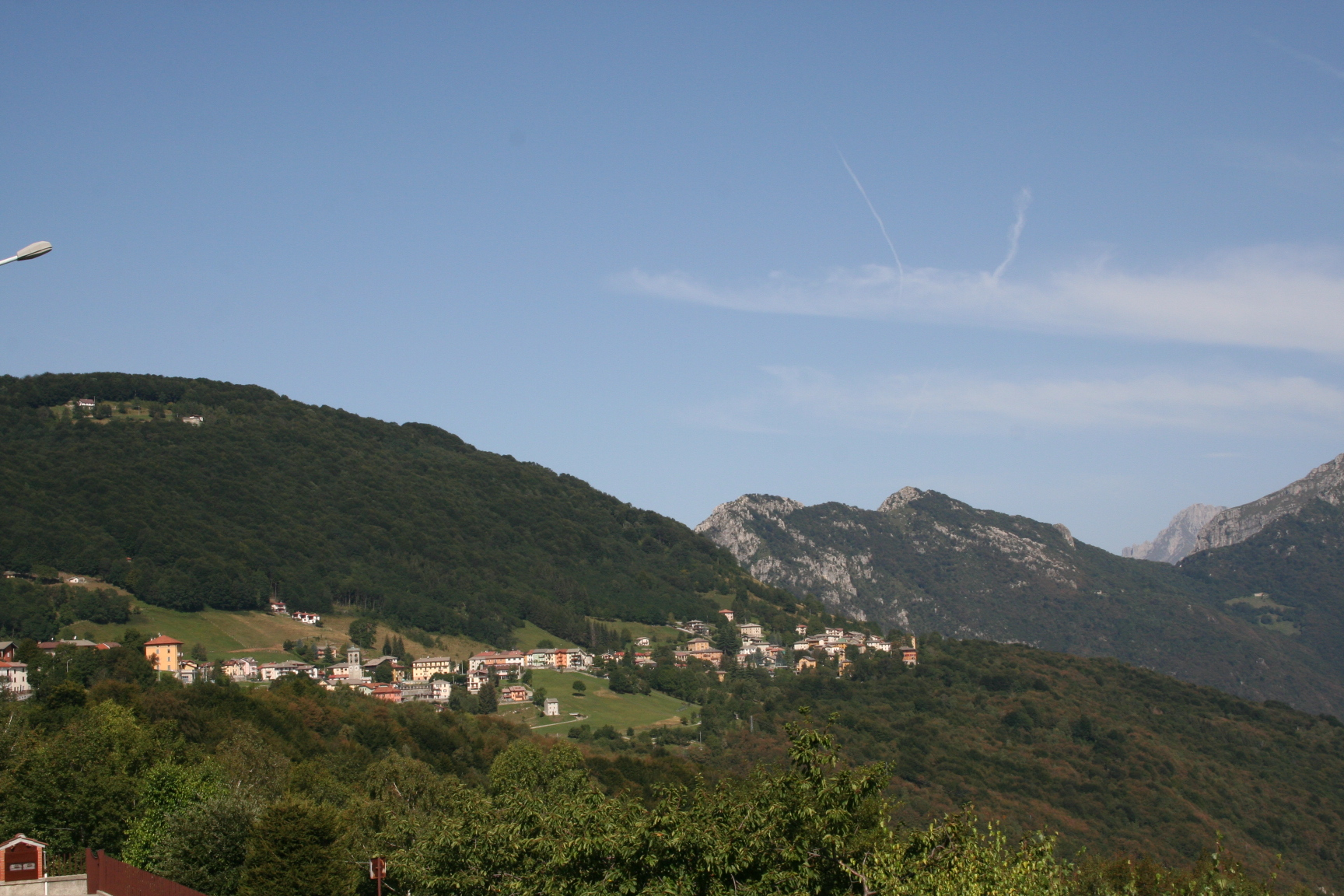
Vista sul paese
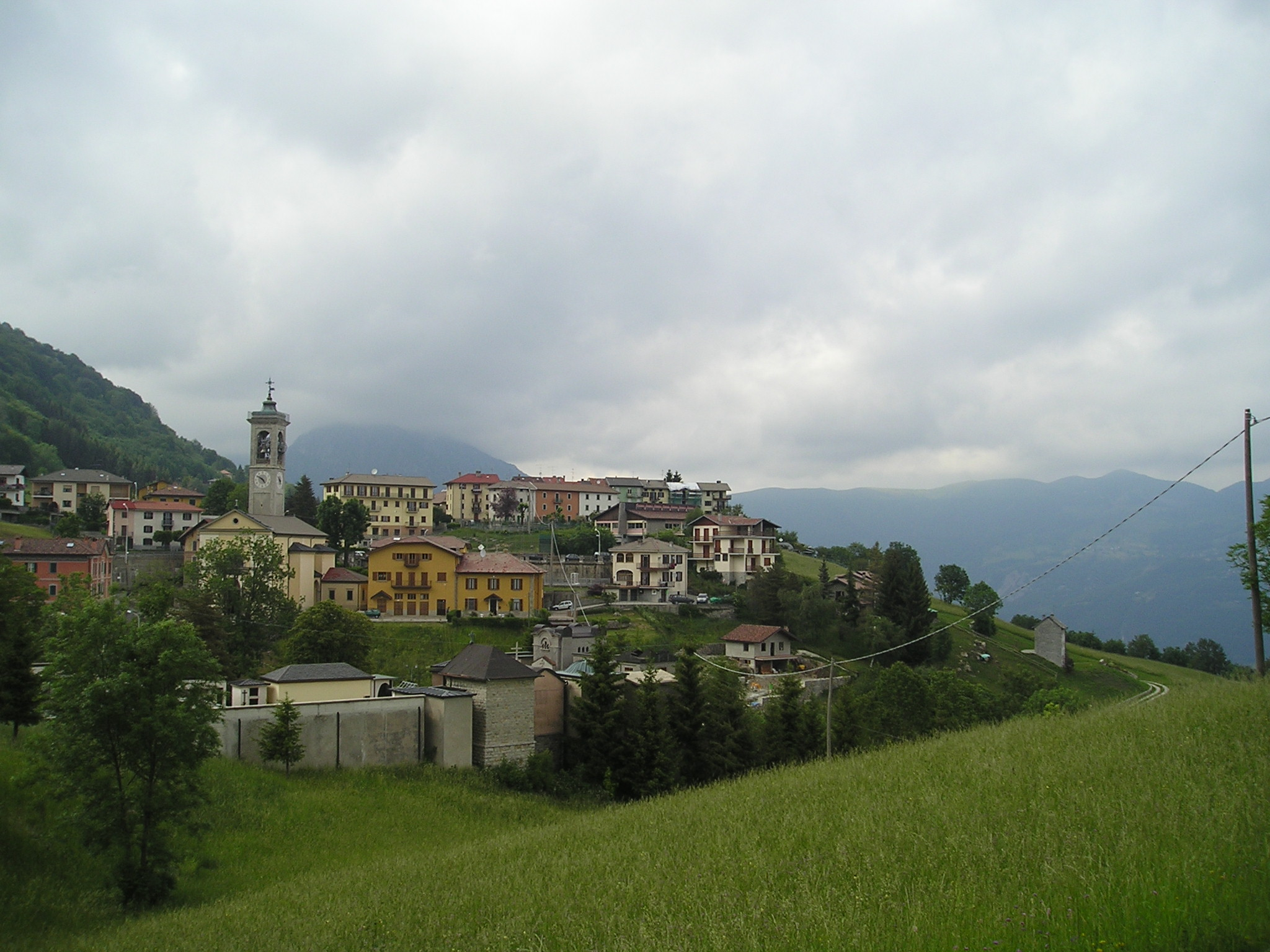
Il centro del Paese con la chiesa parrocchiale
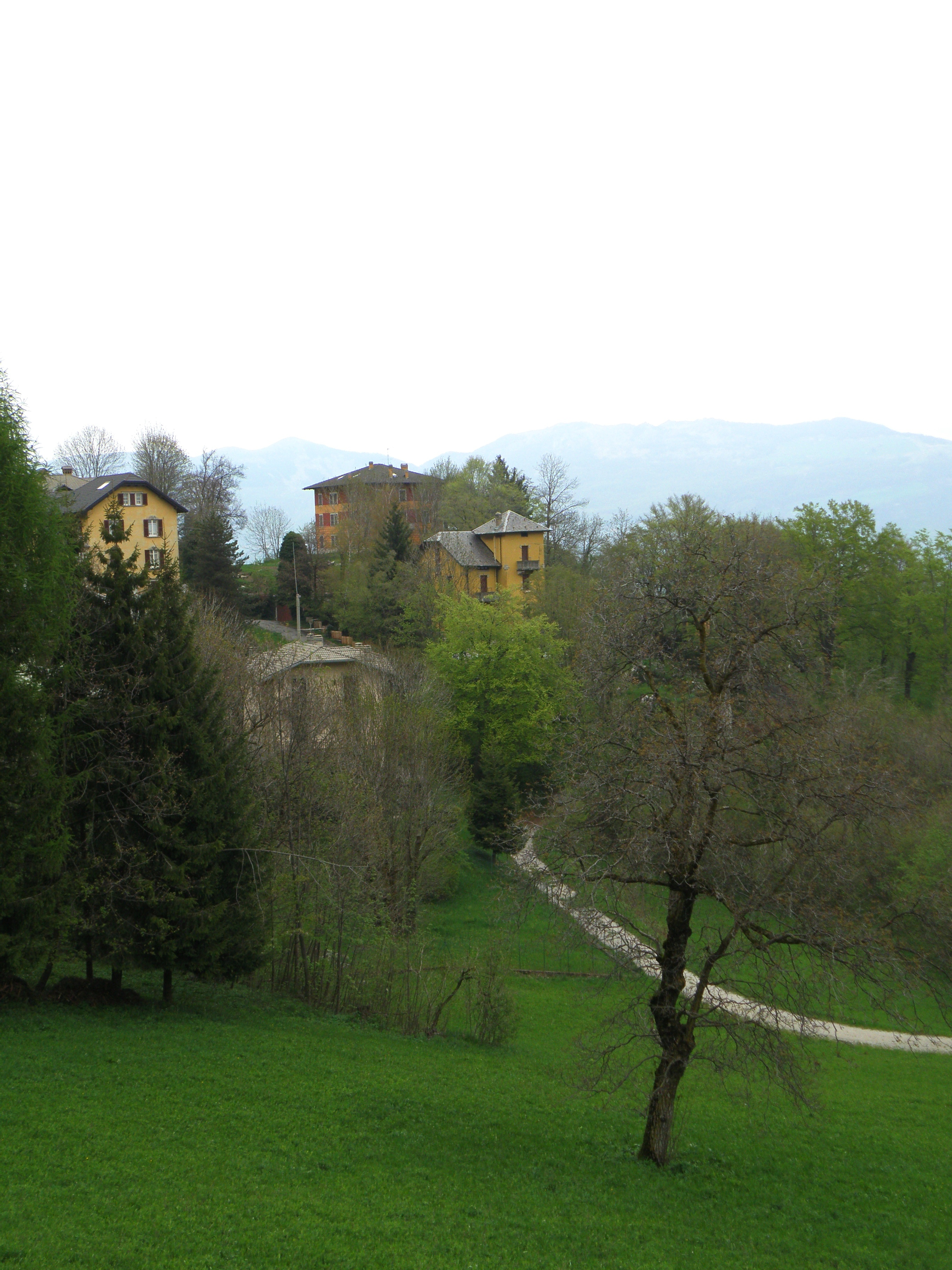
Alcune case nel paesaggio di Costa
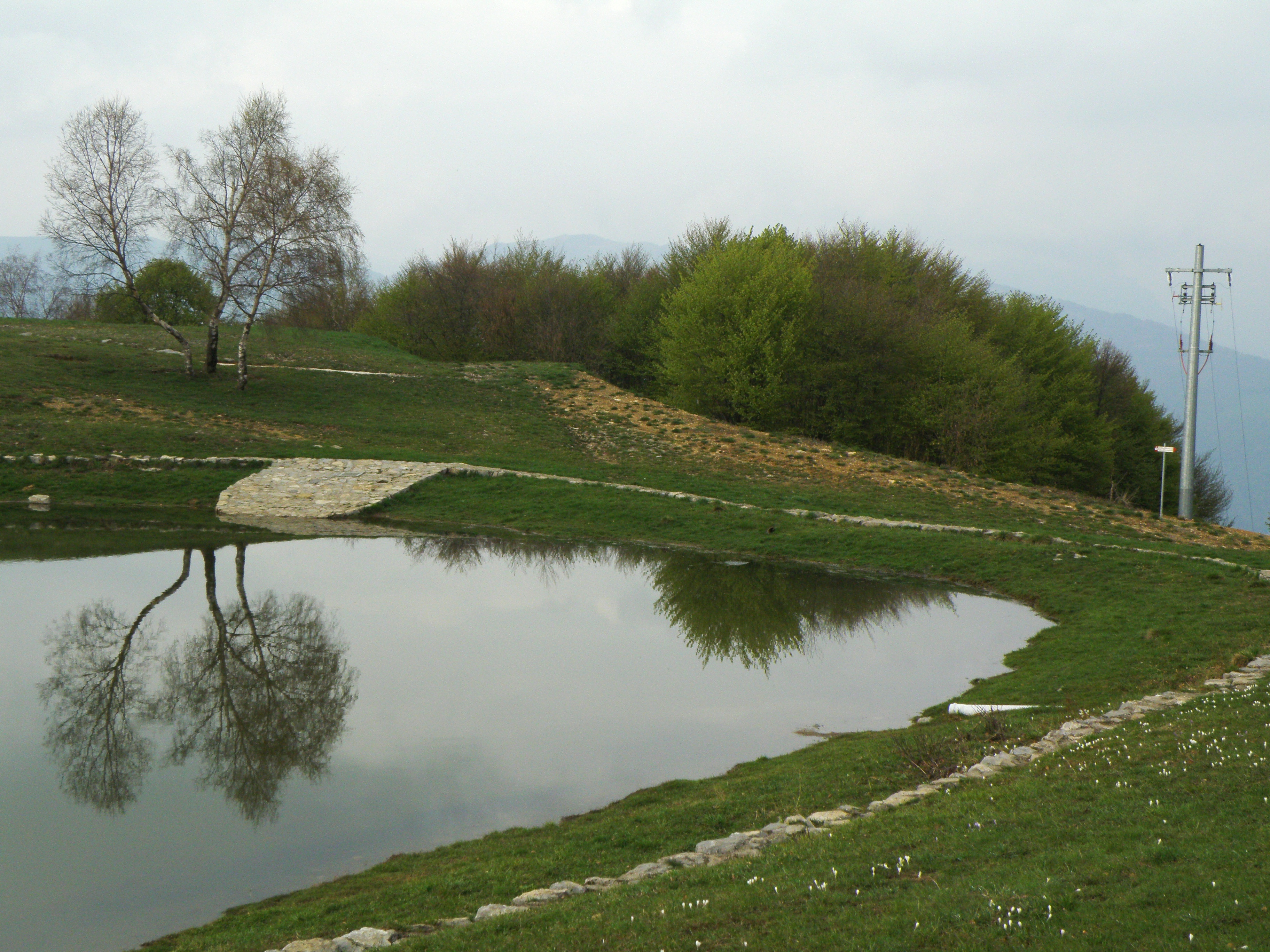
Piccolo lago
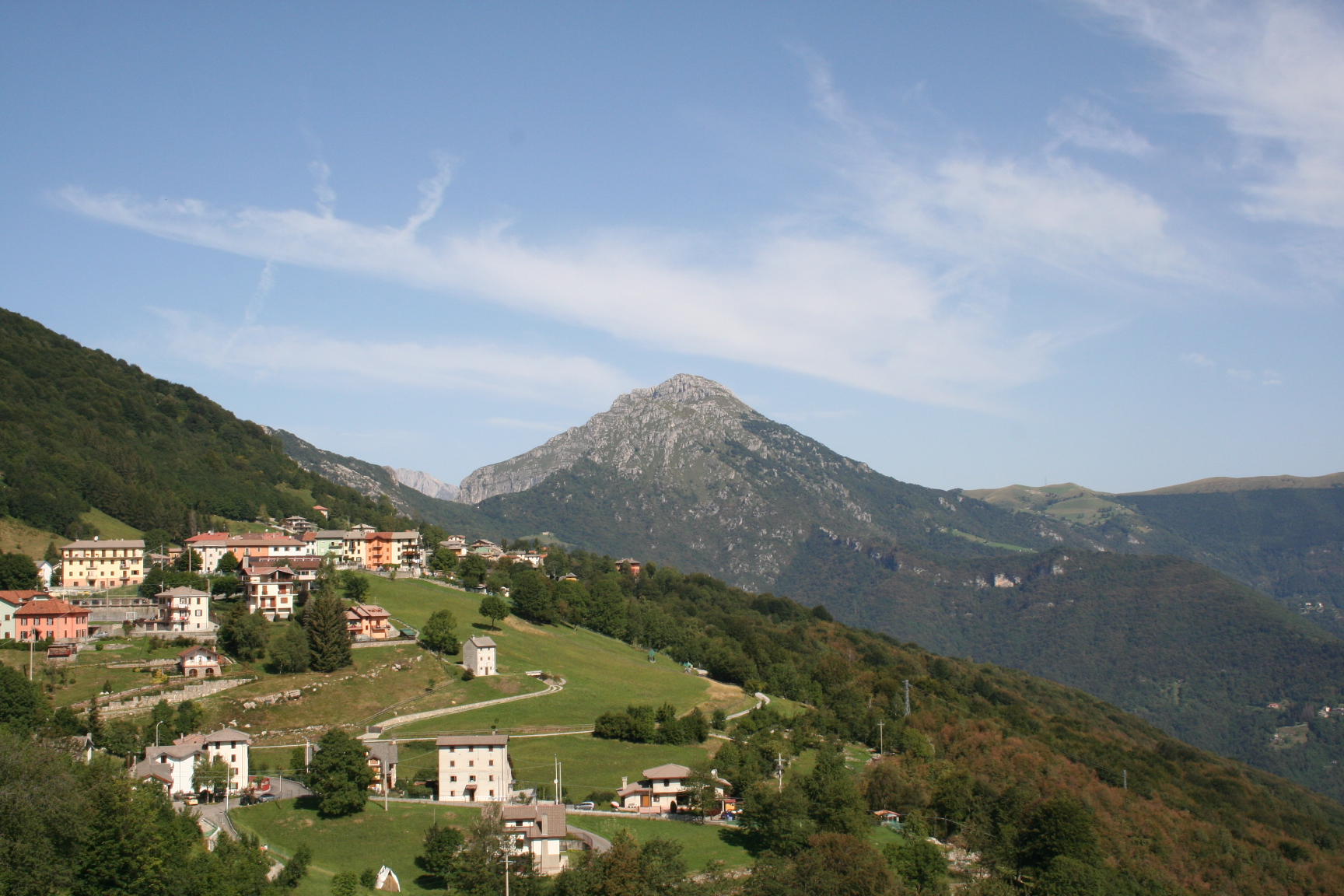
Paesaggio